# Stamsjö
Stamsjö är en tidigare tätort i Lerums socken i Lerums kommun i Västra Götalands län, belägen strax söder om centrala Lerum vid Långa Stamsjöns östra strand. Tätorten definierades år 2010 och upphörde 2015 då den räknades som en del av tätorten Lerum. Tidigare utgjorde den en småort med namnet Hallsåsåsen (södra delen).

## Befolkningsutveckling
| Befolkningsutvecklingen i Stamsjö/Hallsåsåsen (södra delen) 2010–2010 | Befolkningsutvecklingen i Stamsjö/Hallsåsåsen (södra delen) 2010–2010 | Befolkningsutvecklingen i Stamsjö/Hallsåsåsen (södra delen) 2010–2010 | Befolkningsutvecklingen i Stamsjö/Hallsåsåsen (södra delen) 2010–2010 | Befolkningsutvecklingen i Stamsjö/Hallsåsåsen (södra delen) 2010–2010 |
| --------------------------------------------------------------------- | --------------------------------------------------------------------- | --------------------------------------------------------------------- | --------------------------------------------------------------------- | --------------------------------------------------------------------- |
|                                                                       |                                                                       |                                                                       |                                                                       |                                                                       |
| År                                                                    |                                                                       |                                                                       | Folkmängd                                                             | Areal (ha)                                                            |
| 1995                                                                  | 1995                                                                  |                                                                       | 58                                                                    | 7#                                                                    |
| 2000                                                                  | 2000                                                                  |                                                                       | 63                                                                    | 7#                                                                    |
| 2005                                                                  | 2005                                                                  |                                                                       | 64                                                                    | 6#                                                                    |
| 2010                                                                  | 2010                                                                  |                                                                       | 408                                                                   | 27                                                                    |
| Anm.: Ny tätort 2010, sammanvuxen med Lerum 2015 # Som småort.        |                                                                       |                                                                       |                                                                       |                                                                       |